# Eisenbahnmuseum Darmstadt-Kranichstein
Das Eisenbahnmuseum Darmstadt-Kranichstein ist das größte Eisenbahnmuseum in Hessen und befindet sich auf dem Gelände des ehemaligen Bahnbetriebswerks des vormaligen Rangierbahnhofs Darmstadt-Kranichstein an der Rhein-Main-Bahn, die von Mainz über Darmstadt nach Aschaffenburg führt.

## Geschichte
Im Jahre 1898 wurde in Darmstadt-Kranichstein ein neuer Rangierbahnhof gebaut, da der bisherige Bahnhof in Darmstadt dem wachsenden Güterverkehr nicht mehr gewachsen war. Zur Wartung und Unterbringung der Lokomotiven, die für die Bespannung der Güterzüge notwendig waren, wurde im selben Jahr von den Vereinigten Preußischen und Hessischen Staatseisenbahnen ein Bahnbetriebswerk erbaut. Im Jahr 1970 wurde der Verein Museumsbahn e. V. Darmstadt gegründet. Nach der Stilllegung wurde das ehemalige Bahnbetriebswerk von der Deutschen Bundesbahn an den Trägerverein Museumsbahn e. V. Darmstadt vermietet. Am 30. April 1976 wurde auf dem Gelände des ehemaligen Bahnbetriebswerks das Eisenbahnmuseum Darmstadt-Kranichstein als erstes reines Eisenbahnmuseum in Deutschland eröffnet. Das Museum trägt heute den Namen Bahnwelt Darmstadt-Kranichstein.

## Museumsprojekt
Zum ehemaligen Bahnbetriebswerk gehören ein historischer Ringlokschuppen, in welchem sich die ausgestellten Lokomotiven befinden, sowie eine Drehscheibe, Bekohlungsanlagen und weitere Anlagen für die Wartung und Reparatur von Lokomotiven. Daran angeschlossen ist eine ehemalige Ausbesserungshalle für Güterwagen, in der sich die historische Wagensammlung befindet und in der auch heute noch größere Reparaturen ausgeführt werden können.

## Ausstellung und Exponate

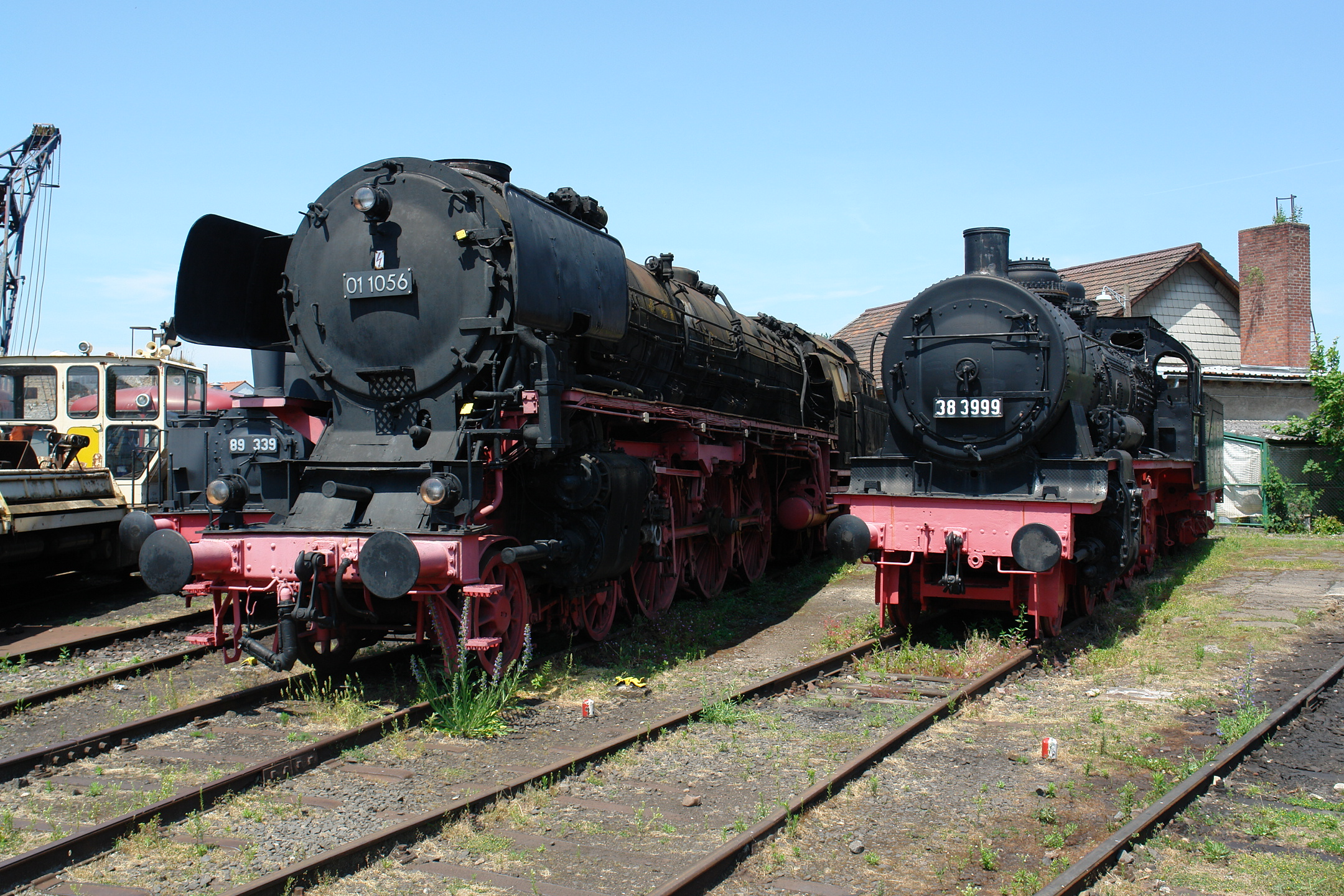
Dampflokomotive 01 1056 und 38 3999 im Eisenbahnmuseum Darmstadt-Kranichstein

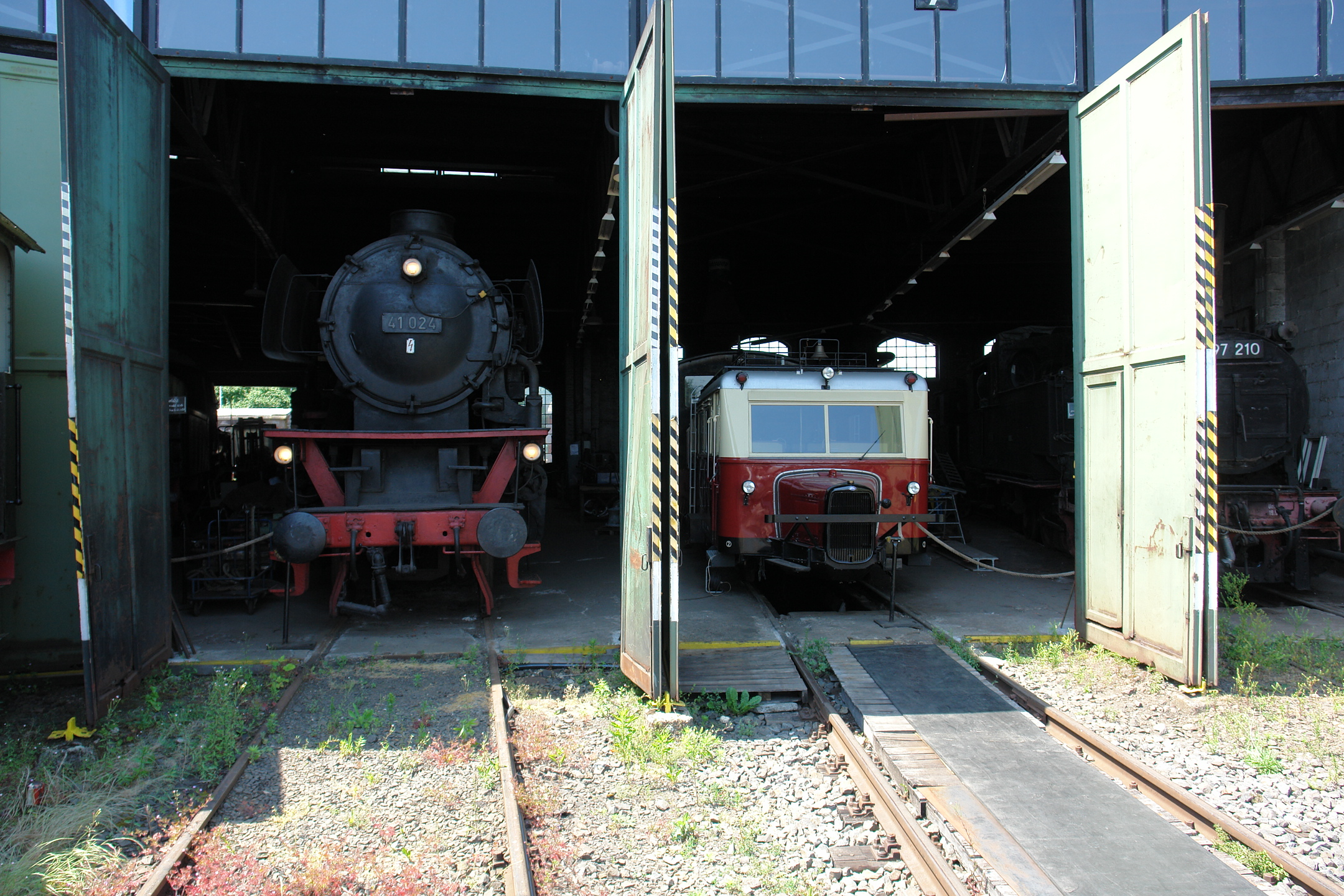
Dampflok 41 024 und Wismarer Schienenbus im Eisenbahnmuseum Darmstadt-Kranichstein

In dem Museum ist eine große Sammlung von mehr als 200 historischen Fahrzeugen aller Epochen der Eisenbahngeschichte zu sehen, so beispielsweise die betriebsfähigen Lokomotiven 23 042, 141 228-7, 184 DEG (ELNA 6), diverse Kleinlokomotiven Bauart Kö, ein Wismarer Schienenbus und die Motordraisine KLV 12-4973. Nicht betriebsbereit sind folgende Exponate: 01 1056, 41 024, 44 404, die aus der Türkei überführte Dampflokomotive 4981 „Mainz“ (eine preußische G 8), die Zahnraddampflokomotive 97 210 der Erzbergbahn, die T1005, die am 5. April 2025 aus dem DTM in Berlin eintraf, die 103 101-2, zwei Diesellokomotiven der DB-Baureihe V 36, aber auch weitere Bahnfahrzeuge, zum Beispiel ein Klima-Schneepflug 844 und ein Schienendrehkran von Krupp-Ardelt. Die Geschichte des kombinierten Schwerlastverkehrs Straße-Schiene wird anhand diverser Straßenroller in Culemeyer-Bauart von SEAG, WMD und Gotha (R40 mit Zwischenbrücke) sowie drei Zugmaschinen von MAN und Kaelble beleuchtet.
Neben der Lokomotiven- und Wagensammlung werden auch Exponate zum besseren technischen Verständnis gezeigt wie zum Beispiel der aufgeschnittene Kessel der Dampflokomotive 50 1397. Anhand zweier mechanischer Stellwerke, deren Stellhebel mit einer Modellbahnanlage verbunden sind, werden die Grundsätze der Leit- und Sicherungstechnik veranschaulicht. Daneben wird auch die Entwicklung der Fahrkarten von den manuell erstellten Exemplaren der Anfangszeit bis zu heutigen Computerausdrucken nebst zugehörigen Geräten gezeigt. Das Museum besitzt zudem eine eigene Fahrkartendruckerei, in der Pappfahrkarten nach historischem Vorbild für den Eigenbedarf sowie andere Eisenbahnvereine gedruckt werden. Eine weitere Ausstellung zeigt die technischen Besonderheiten des Eisenbahnoberbaus und die Sammlung historischer Eisenbahneruniformen die Entwicklung der Uniformen von ca. 1850 bis zum Ende der Staatsbahnzeit in Deutschland 1990.

## Museum in Betrieb
Mehrfach im Jahr werden auf dem Gelände des Museums Veranstaltungen durchgeführt, bei denen die betriebsfähigen Fahrzeuge vorgeführt werden. Zu besonderen Anlässen verkehren einige historische Fahrzeuge auch auf dem öffentlichen Eisenbahnnetz.

## Modelleisenbahnen
Eine H0-Modelleisenbahnanlage zeigt Darmstadt Hauptbahnhof der Main-Neckar-Eisenbahn-Gesellschaft zur Zeit der Streckeneröffnung 1846.
Für Demonstrations- und Bildungszwecke steht für Eisenbahnveranstaltungen seit 1985 der „MoBaTrain“ (Mobiler-Bahn-Zug) zur Verfügung. Der Kern des Zugs besteht aus einem Pack- und einem Postwagen, in denen einen H0-Modellbahnanlage eingebaut ist. Der Zug führt weiterhin eine LGB-Bahn und eine Gartenbahn der Spur IIm mit.
Zu besonderen Veranstaltungen verkehrt im Museum außerdem eine personenbefördernde Gartenbahn („Klein-Kranichsteiner Kreisbahn“) in der Spurweite 127 mm (= 5 Zoll).

## Auswahl ausgestellter Lokomotiven

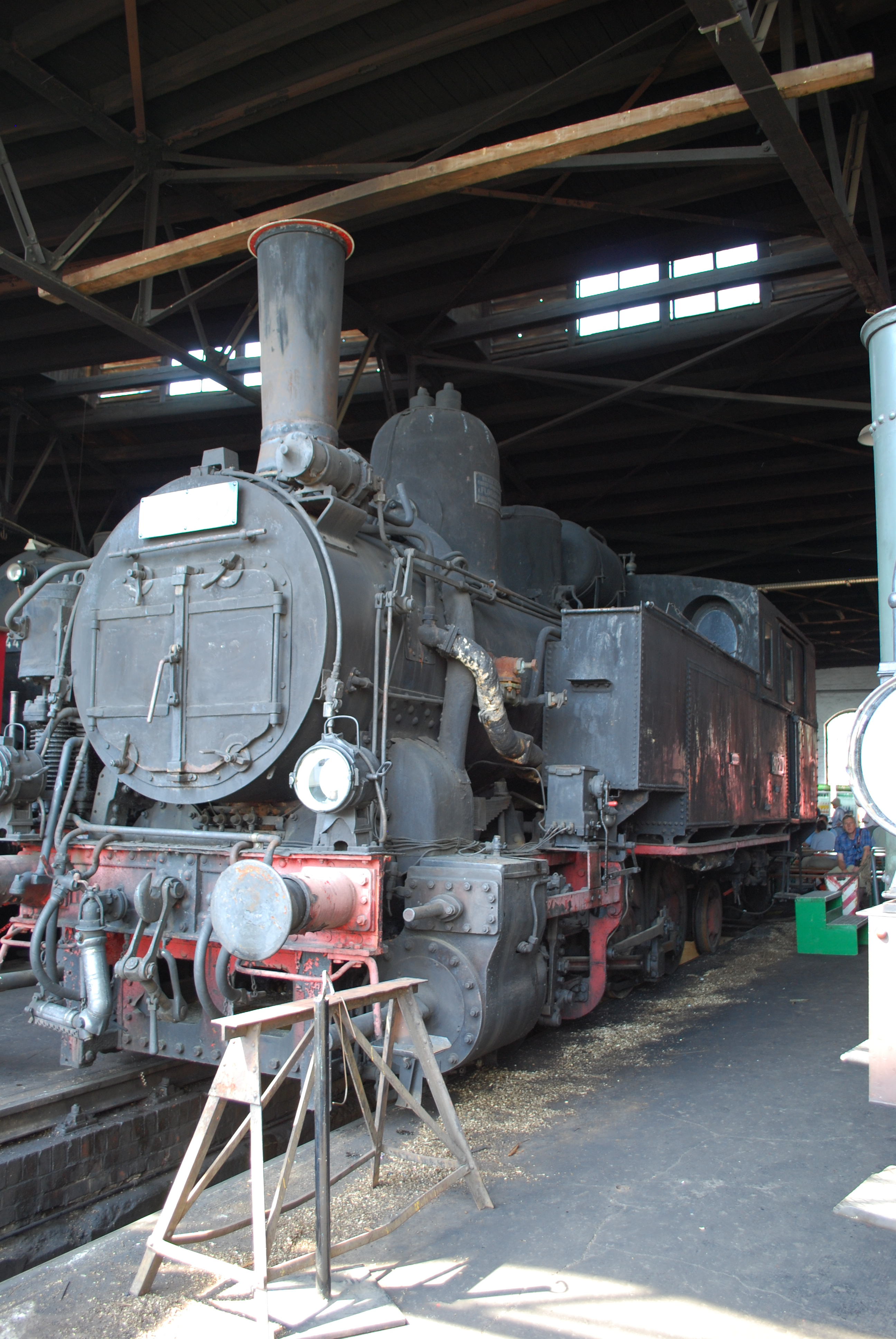
Dampflokomotive ÖBB 97.210 (2011)
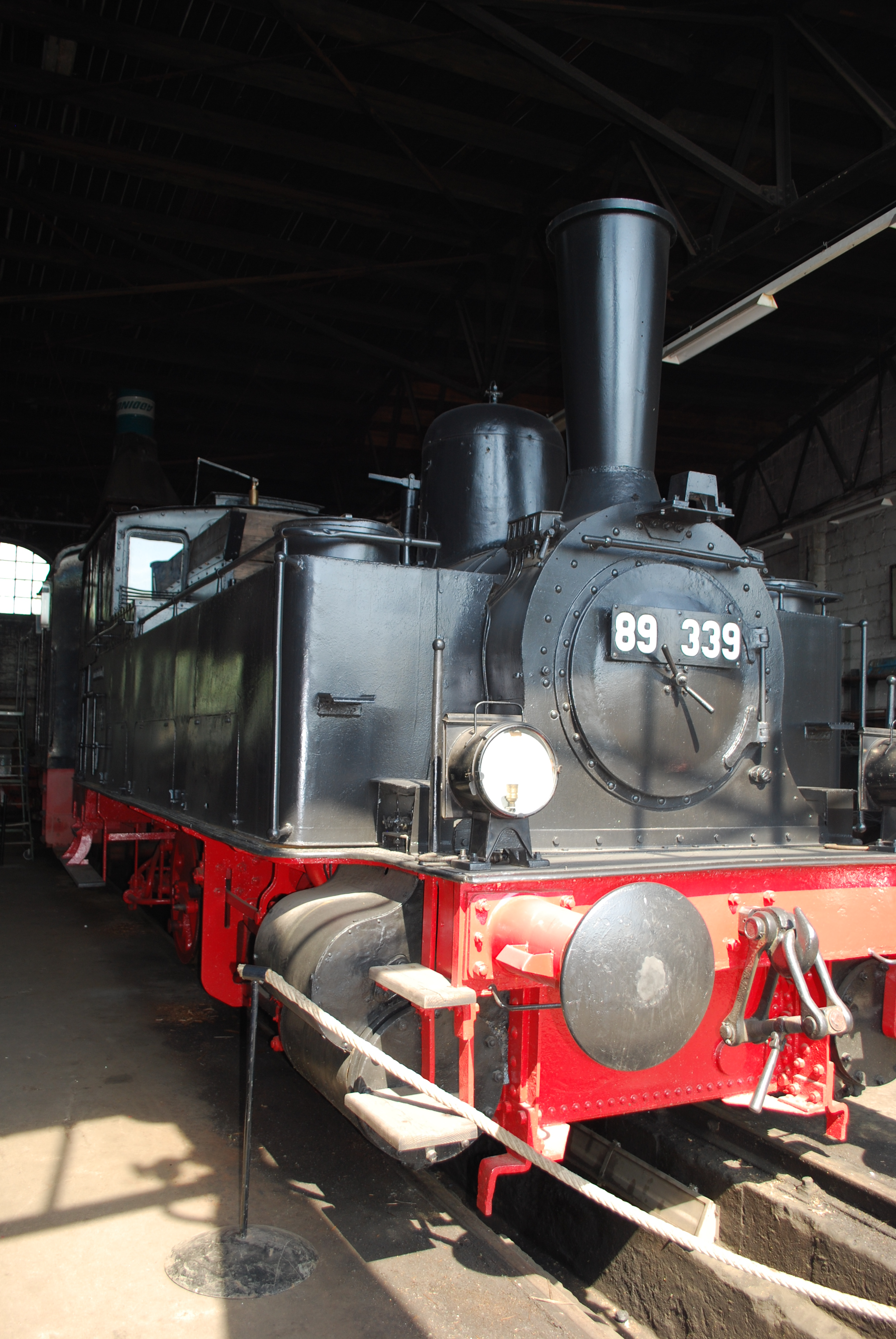
Dampflokomotive 89 339 (2011)
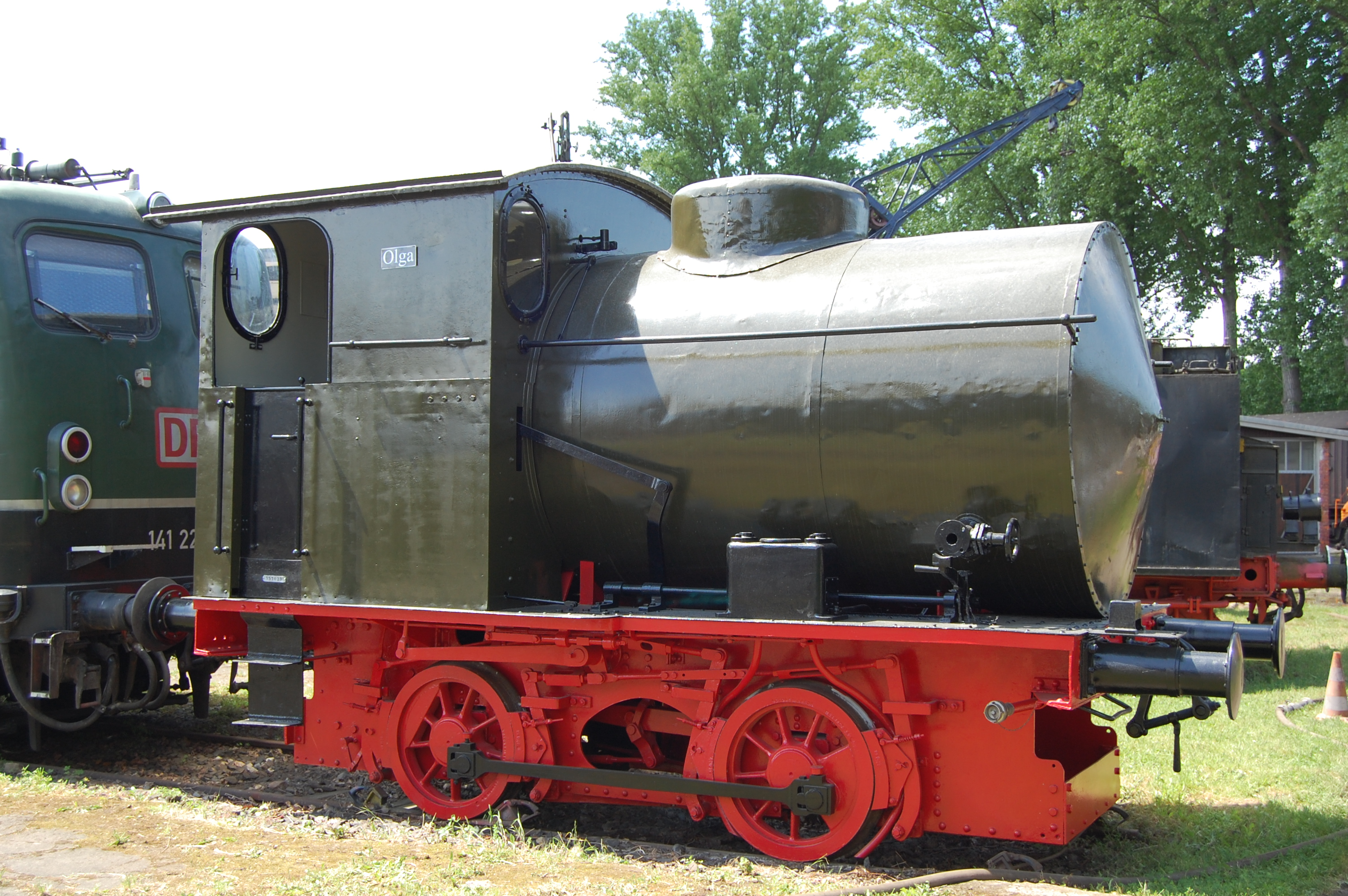
Dampfspeicherlokomotive Olga im Eisenbahnmuseum Darmstadt-Kranichstein (2008)
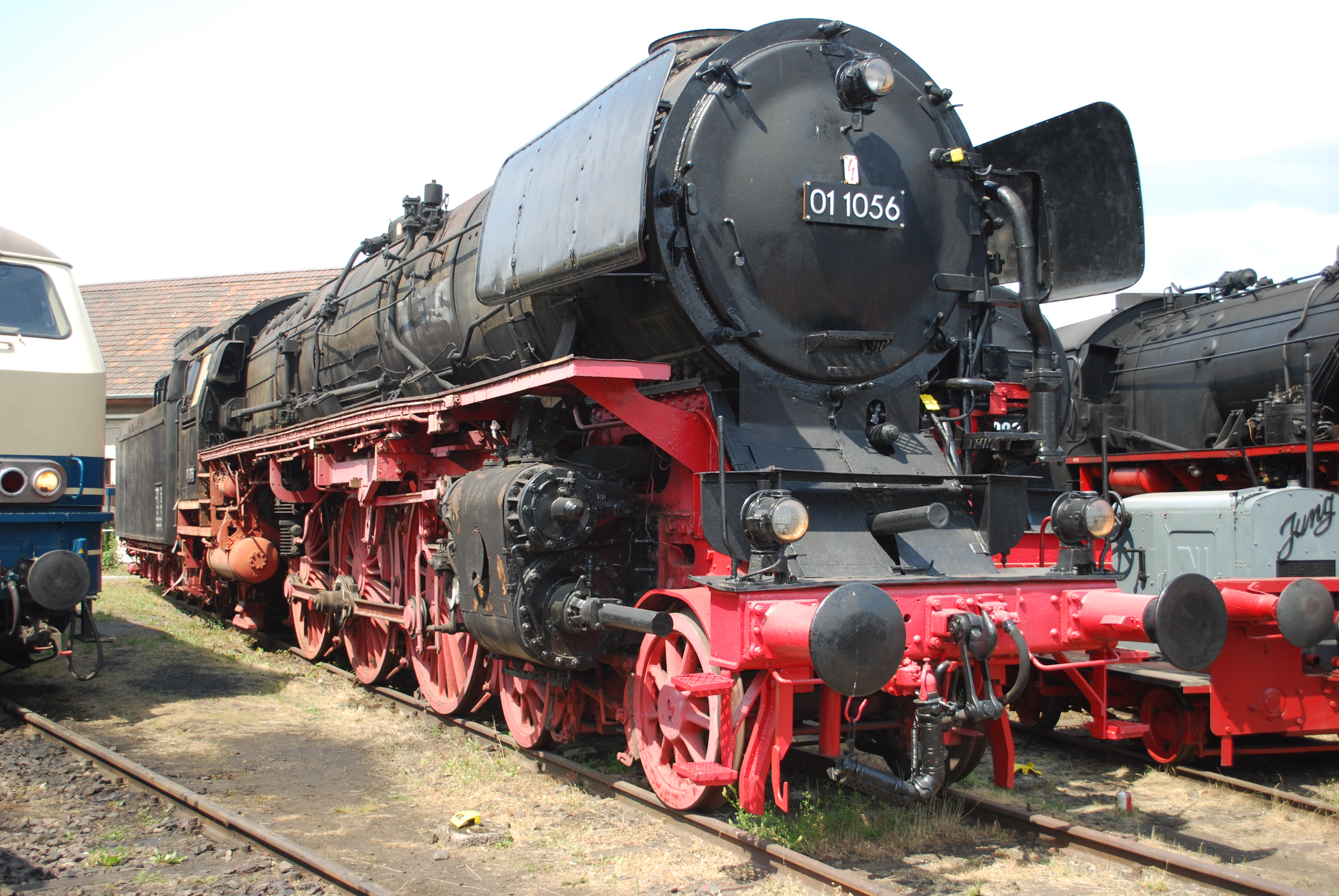
Dampflokomotive 01 1056 (2011)
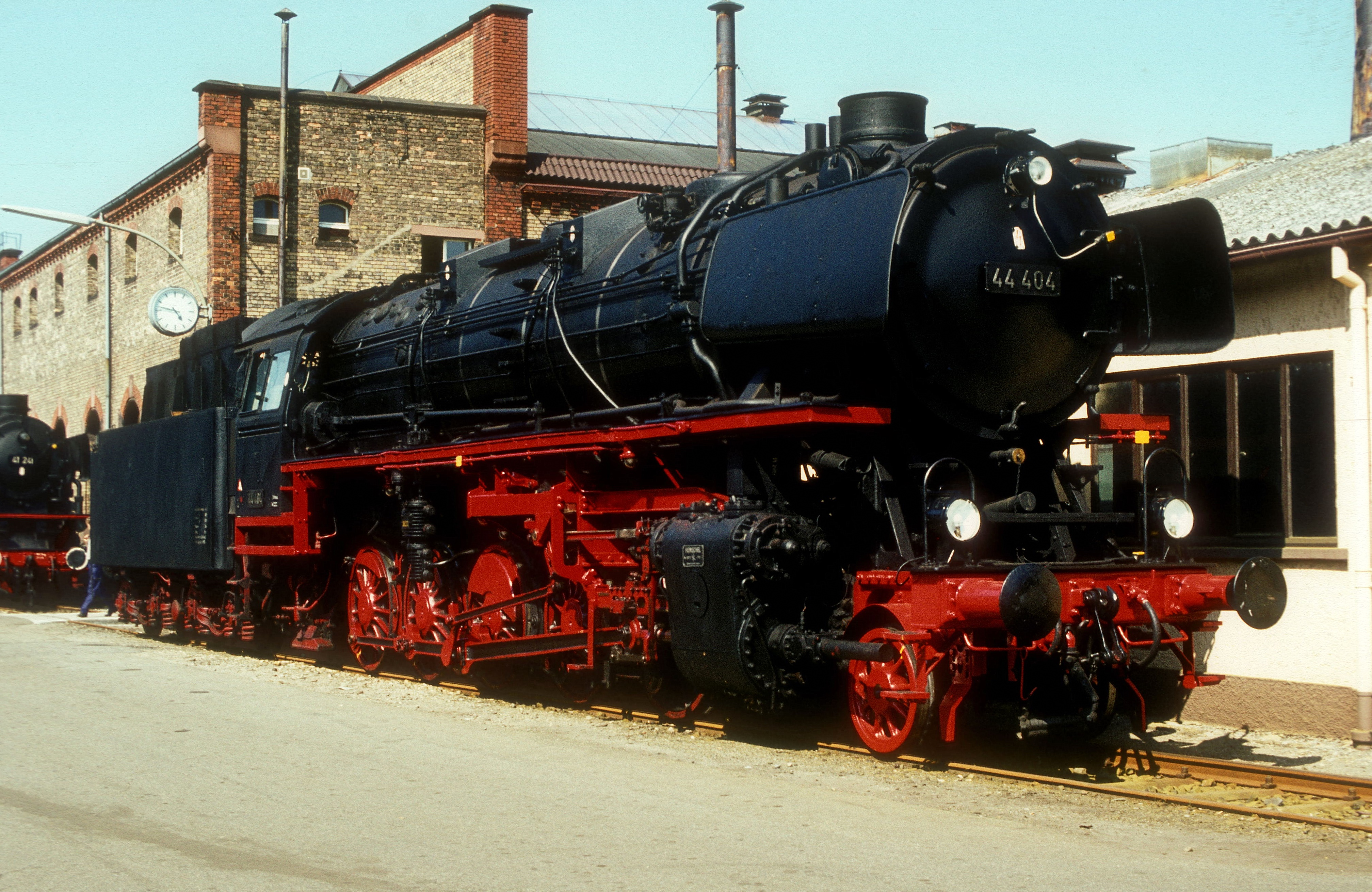
Dampflokomotive 44 404 des Eisenbahnmuseums Darmstadt-Kranichstein im Ausbesserungswerk Offenburg (1984)
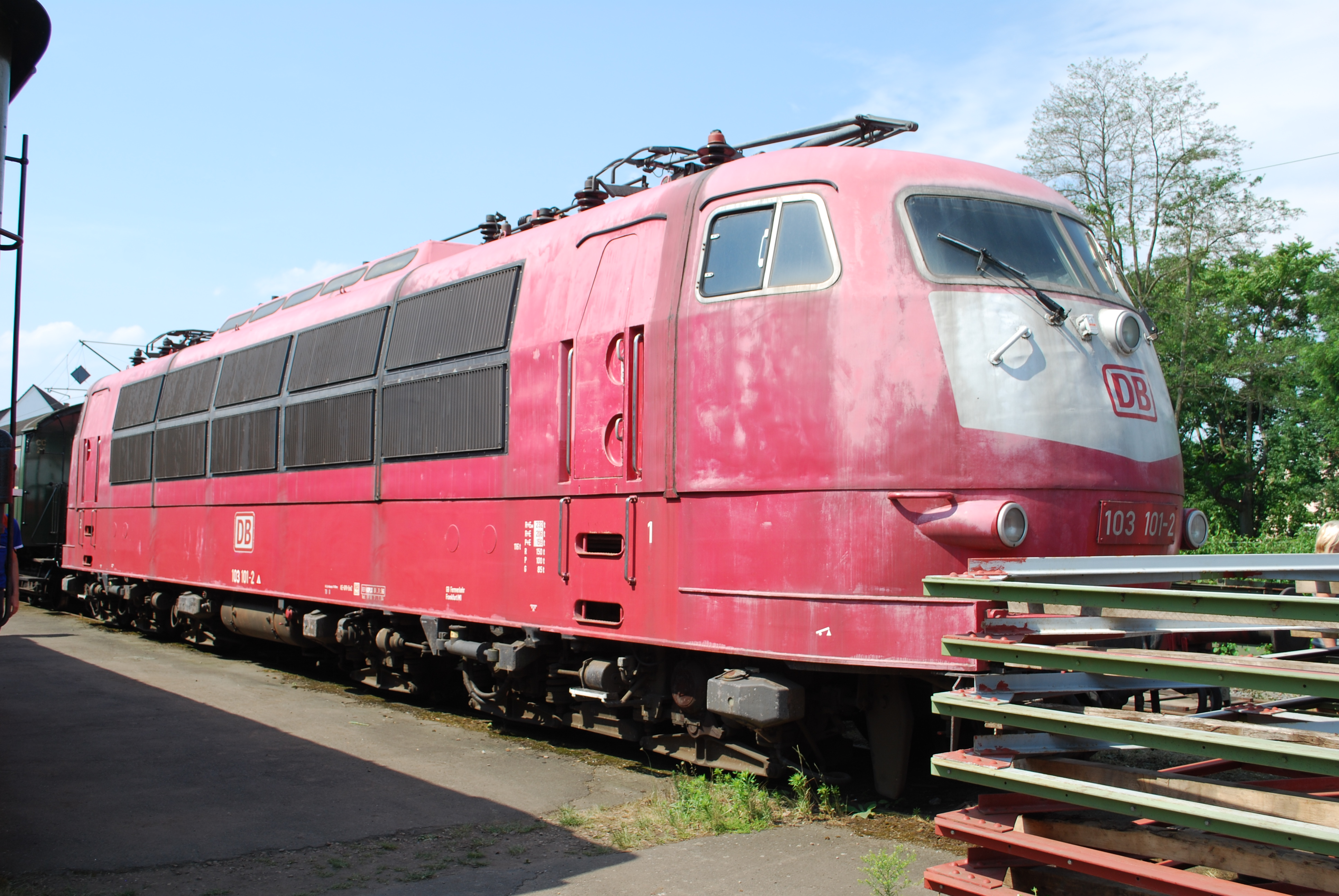
Elektrolokomotive BR 103 101-2 (2011)